# Luis Fernando Rodríguez Velásquez
Luis Fernando Rodríguez Velásquez (ur. 8 grudnia 1959 w Medellín) – kolumbijski duchowny katolicki, biskup pomocniczy Cali w 2014–2022, arcybiskup metropolita Cali od 2022.

## Życiorys

### Prezbiterat
Święcenia kapłańskie otrzymał 25 sierpnia 1984 i został inkardynowany do archidiecezji Medellín. Pracował głównie jako wykładowca Papieskiego Uniwersytetu Boliwaryjskiego, a w latach 2004-2013 był jego rektorem. Pełnił także funkcje m.in. wychowawcy archidiecezjalnego seminarium, pracownika watykańskiej Papieskiej Rady ds. Rodziny, pomocniczego wikariusza sądowego oraz wikariusza generalnego archidiecezji.

### Episkopat
5 lipca 2014 papież Franciszek mianował go biskupem pomocniczym archidiecezji Cali ze stolicą tytularną Illiberi. Sakry biskupiej udzielił mu 22 sierpnia 2014 nuncjusz apostolski w Kolumbii - arcybiskup Ettore Balestrero.
22 kwietnia 2022 papież Franciszek mianował go arcybiskupem koaditurem Cali. Rządy w archidiecezji objął 8 grudnia 2022 w związku z przyjęciem przez papieża rezygnacji ks. abpa Daría de Jesúsa Monsalvego Mejíi.